# Hernani Cardoso
José Hernâni Moreira Cardoso (Vila Nova de Gaia, 23 de novembro de 1960) é um cicloturista e aventureiro português. Conhecido principalmente pelos seus projetos e expedições de longa distância em bicicleta. Ele é reconhecido no cenário do cicloturismo em Portugal e internacionalmente, sendo um dos mais respeitados praticantes desse estilo de viagem.
Ao longo de sua carreira, Hernâni Cardoso tem-se destacado não só pela sua prática do cicloturismo, mas também pela promoção de uma filosofia de vida ligada à aventura e à exploração, combinando o prazer do ciclismo com o gosto pela descoberta de novos lugares, culturas e pessoas. Ele também se empenha na partilha de suas experiências, muitas vezes por meio de blogs, vídeos e redes sociais, incentivando outros a abraçar o cicloturismo e as viagens em bicicleta.
Além disso, ele tem um foco forte em viagens sustentáveis e na exploração de rotas pouco conhecidas, muitas vezes promovendo uma forma de turismo mais consciente e menos impactante ao meio ambiente.